# Sericomyia hispanica
Sericomyia hispanica är en tvåvingeart som först beskrevs av Peris 1962.  Sericomyia hispanica ingår i släktet torvblomflugor, och familjen blomflugor.
Artens utbredningsområde är Spanien. Inga underarter finns listade i Catalogue of Life.